# Zelking-Matzleinsdorf
Zelking-Matzleinsdorf là một thị xã thuộc huyện Melk trong bang Niederösterreich.